# Кућа Петронијевића
Кућа Петронијевића налази се у градској општини Врачар, у Улици кнеза Милоша 19 у Београду. Уврштена је у споменик културе Србије.

## Историјат
Кућа се налази на Врачару, а пројектована је 1922. године као вишеспратна стамбено-пословна зграда доктора Милоша Петронијевића, уједно и шефа Народне банке за страну коресподенцију. Објекат је пројектовао архитекта Никола Несторовић за породицу Петронијевић, као и станове и дућане који су служили за рентирање. Кућа је израђена у академском стилу са рустичном обрадом приземља и мезанина, док су спратови куће урађени уз обиље сецесијске платиске.
Кућа породице Петронијевић је од архитектонско—урбанистичке вредности и важан део стваралачког опуса Николе Несторовића, али и од културно—историјске вредности, јер су у њој живеле три значајне српске породице, које су учествовале у стварању и дефинисању српске модерне државе: породице Петронијевић, Пироћанац и Јуришић Штурм.
Након повратка из Великог рата, др Милош Петронијевић је наручио да се уместо традиционалне породичне куће направи модерна стамбено-пословна зграда, а пројекат је израдио Никола Нестровић. Зграда је пројектована да има приземље са четири дућана, мезанимом са два бироа, два мања стана и три етажа са два велика стана на свком, док се на мансандри налазио један стан и таван.
Носећа конструкција објекта сачињена је од армираног бетона. Зграда се разликовала од тадашњих модерних здања у томе што је поред рентијерске намене била и породични дом, а то се најбоље огледа у декоративним детаљима и монограму „МП” који се налази на објекту. О згради је током изградње, после и током рата бринула Анђелија М. Петровић, пошто је зграда била национализована. Због своје локације и лепоте, зграду је привлачио велики број људи, а у њој је једно време живео и српски писац и критичар Слободан Селенић. У мезанину објекта налазила се школа Симе Милошевића, лекара, учесника Народноослободилачке борбе и члана Извршног одбора АВНОЈ-а.
Удружење „Кућа Петронијевића” које представља спомен дом породица које су у њој живеле, у својој архиви има велики број докумената, оригиналних уметничких дела, намештаја и употребних предмета који су доступни јавности.
Простор на коме се данас налази кућа и банка на углу био је јединствен терен који је добио родоначелник породице Петронијевић, Аврам од Милоша Обреновића. Простор на коме се налази кућа у том периоду био је периферија Београда, а садашња Улица кнеза Милоша звала се Обреновачки друм, док је Улица краља Милана носила назив Крагујевачки друм. Како би могла да се гради породична кућа, један део плаца је продат и на њему је изграђена Јадранско-подунавка банка, која је радила до 1945. године. На истом плацу, пре него што је саграђена нова, налазила се стара кућа породице Петронијевић, са великим двориштем.